# Капориио (Изернија)
Капориио је насеље у Италији у округу Изернија, региону Молизе.
Према процени из 2011. у насељу је живело 341 становника. Насеље се налази на надморској висини од 607 м.